# Sobirdżon Hoszimow
Sobirdżon Hoszimowicz Hoszimow (tadż. Собирҷон Ҳошимович Ҳошимов, ros. Сабирджон Хашимович Хашимов, Sabirdżon Chaszimowicz Chaszimow; ur. 10 lutego 1942 we wsi Pulodon dystryktu Konibodom wilajetu Leninabadskiego Tadżyckiej SRR Związku Radzieckiego) – tadżycki iranista, pracownik i wykładowca Słowiańskiego Uniwersytetu Tadżycko-Rosyjskiego, uhonorowany tytułem „Przodownik Szkolnictwa Republiki Tadżykistan“ (1992).

## Życiorys
W latach 1960–1965 studiował filologię na Tadżyckim Uniwersytecie Państwowym im. Lenina. Po studiach pracował w dystrykcie Kołchozobodzkim (obecnie dystrykt Rumiego) wilajetu chatlońskiego, gdzie przez pewien czas pełnił funkcję zastępcy dyrektora szkoły. W 1967 roku zaproszono go do Tadżyckiego Uniwersytetu Państwowego, gdzie w 1973 uzyskał stopień naukowy kandydata nauk filologicznych ze specjalnością w zakresie iranistyki. Gdy założono Słowiański Uniwersytet Tadżycko-Rosyjski (1996), rozpoczął tam pracę w drodze łączenia obowiązków, a w 2000 został docentem katedry języka tadżyckiego tej uczelni. Jest członkiem Rady dysertacyjnej uniwersytetu, autorem ponad 50 prac naukowych, popularnonaukowych i dydaktycznych. Regularnie bierze udział w naukowych konferencjach międzynarodowych, regionalnych, republikańskich oraz międzyuczelnianych.

## Wybrane publikacje
- Современный таджикский язык. Лексика. - Душанбе, 1981 (współautor)
- Лексикология современного таджикского языка. - Душанбе, 1999 (współautor)
- Таджикско-русский и русско-таджикский учебно-отраслевой словарь (2003, 2011)
- Практические занятия по современному таджикскому языку.-Душанбе: РТСУ, 2009. - 126 стр.
- Музаффарова Ш.М., Хашимов С.Х. Практический курс таджикского языка (для студентов филологических факультетов). Душанбе: Изд-во РТСУ, 2012.
- Хашимов С.Х., Музаффарова Ш.М. Практический курс таджикского языка (второе издание). Душанбе: РТСУ, 2013.-218 стр. (Wydanie drugie)
- Ф. Д. Искандарова, С.Х. Хашимов: Учебник таджикского языка для стран СНГ. Душанбе: РТСУ, 2014. (ros.). Brak numerów stron w książce
- Краткий таджикско-русский и русско-таджикский словарь